# The Neverending Story: Auryn Quest
The Neverending Story: Auryn Quest (The Neverending Story: Auryn Quest Part 1 o più semplicemente Auryn Quest) è un videogioco ispirato a La storia infinita, per Microsoft Windows sviluppato dall'azienda tedesca Attaction e pubblicato da DTP Entertainment, ak tronic e da DreamCatcher Interactive nel 2002.
Pure essendo indicato nel titolo 'Part 1' (prima parte) non è stata mai realizzata una seconda parte.

## Modalità di gioco
Nel platform il giocatore veste i panni di Atreiu in viaggio per Fantàsia alla ricerca dell'Auryn scomparso, mentre il Nulla minaccia nuovamente il regno fatato.